# Sandro Scocco
Sandro Scocco, född 14 juli 1965 i Sankt Görans församling, Stockholms stad, är en svensk ekonom.

## Biografi
Scocco har varit LO-ekonom samt chefsekonom vid AMS. Han var även chefsekonom vid ITPS fram till dess nedläggning 2009 och 2014 blev han chefsekonom på tankesmedjan Arena Idé. Han har också varit sakkunnig åt ministrar som Carl Tham, Mona Sahlin och Björn Rosengren. Scocco medverkade tillsammans med Jenny Lindahl Persson i Arena Idés podcast Pengar och politik och numera i podcasten Scocconomics 
År 2019 gav han ut boken "Och några, antar jag, är ok!". Titeln är ett citat från USA:s president Donald Trump, och boken utmanar föreställningen om invandring som en kostnad och beskriver den snarare som en investering.
Kort efter att Nooshi Dadgostar tog över som ny vänsterpartiledare tillträdde Scocco den 14 december 2020 en nyinrättad tjänst som Vänsterpartiets chefsekonom.

### Familj
Sandro Scocco är bror till musikern Mauro Scocco. Deras far härstammar från Italien.